# False Point
Der False Point (englisch für Falsche Spitze) ist eine Landspitze von Clarence Island im Archipel der Südlichen Shetlandinseln. Sie liegt als Verlängerung des False Ridge 4 km nordnordöstlich des Kap Bowles.
Das UK Antarctic Place-Names Committee benannte sie 2018 in Anlehnung an die Benennung des gleichnamigen benachbarten Gebirgskamms. Dieser ist benannt anlässlich eines Navigationsfehlers durch Wissenschaftler der britischen Joint Services Expedition to the Elephant Island Group (JSEEIG, 1976–1977).